# Старая Балахонка
Старая Балахонка — деревня в Кемеровском районе Кемеровской области в составе Щегловского сельского поселения.

## География
Село расположено на правом берегу реки Томь, у устья реки Балахонка, в 28 км севернее города Кемерово, высота над уровнем моря 167 м. Ближайшие населённые пункты — Щегловский в 2 км на северо-восток, Крёково на другом берегу Томи и Подъяково в 3,5 км северо-западнее.

## Инфраструктура
В Старой Балахонке действует сельхозпредприятие ООО Рассвет
В деревне 6 улиц:
- ул. Александрова
- ул. Верхняя
- ул. Заречная
- ул. Лесная
- ул. Сибирская
- ул. Центральная